# Pui de la Bastida
El Pui de la Bastida és una muntanya de 1.315 metres que es troba al municipi d'Alàs i Cerc, a la comarca catalana de l'Alt Urgell.